# Харни (Орегон)
Харни (англ. Harney) — невключённая территория, расположенная в округе Харни штата Орегон, США. Расположена к северу от автодороги U.S. Route 20 между Бернсом и Бьюкененом недалеко от Форта Харни. Поселение, округ и соседние географические названия, такие как озеро Харни связаны с именем кавалерийского офицера армии США и участника Американо-мексиканской войны и Индейских войн Уильяма Харни (1800 — 1889).

## История
Форт, часть военного корпуса, воевавшего с индейцами в 1860—1870-е годы, был местом ранее носившем названия «лагерь Рэттлснейк», «лагерь Стил», «лагерь Харни» и, наконец форт Харни. Форт и близлежащие территории были окончательно оставлены армией в 1889 году. Примерно в тот же период в 3 км к югу вдоль Рэттлснейк-Крик появилось гражданское поселение. Почтовое отделение под названием Лагерь Харни появилось в форте в 1874 году. Уильям Т. Стивенс был его первым почтмейстером. В 1885 году отделение было переименовано в Харни и переместилось в гражданское поселение Харни, где первым почтмейстером новой почты стал Роберт Дж. Айвс.

## Образование
Харни относится к 3-му школьному району округа Харни. Харни включено в высшую школу Бернса.